# Gina Bachauer
Gina Bachauer (en grec, Τζίνα Μπαχάουερ; Atenes, 21 de maig de 1913 – 22 d'agost de 1976) va ser una pianista clàssica grega que va actuar extensament als Estats Units i a Europa.
Va impartir el seu primer recital a Atenes amb vuit anys. Es va graduar al Conservatori d'Atenes el 1929. El seu primer concert amb una orquestra va ser el 1932, quan tenia 19 anys. Va gravar per les discogràfiques HMV, RCA Victor i Mercury. Va donar centenars de concerts, incloent-hi 630 per les tropes aliades a l'Orient Mitjà durant la Segona Guerra Mundial. Gina Bachauer va ser també professora de piano de la princesa Irene.
Bachauer era amiga propera de Maurice Abravanel i va cantar sovint amb l'Orquestra Simfònica de Utah. Va morir el 1976 d'un atac al cor en el Festival d'Atenes, el dia en què havia d'aparèixer com a solista amb l'Orquestra Simfònica Nacional de Washington DC.

## Llegat
El 1976 es va establir el Concurs Internacional de Piano Gina Bachauer en honor seu. La competició atrau cada any joves pianistes de tot el món a Salt Lake City. La casa en què va viure Bachauer al barri atenès de Xalandri segueix en peu; els veïns amb bons records de la pianista tenen cura dels jardins. La casa és visitada per nombrosos aficionats de tot el món, que alimenten els gats abandonats com ho feia ella. El 1981 el servei de correus grec va emetre un segell de Bachauer en el seu honor.